# Новиков, Александр Иванович (депутат)
Александр Иванович Новиков (1871 — после 1917) — русский земский врач, член Государственной думы 3-го и 4-го созывов от Самарской губернии.

## Биография
Православный, крестьянин Покровской слободы Покровской волости Новоузенского уезда.
Среднее образование получил в Саратовской гимназии, а высшее — в Московском университете на медицинском факультете. По окончании университета, по желанию крестьян, занял место врача в слободе Покровской Самарской губернии. В 1904—1907 годах состоял новоузенским уездным врачом. Домовладелец Покровской слободы.
В 1907 году был избран членом III Государственной думы от Самарской губернии. Был членом бюро и секретарем фракции прогрессистов. Состоял секретарем библиотечной комиссии, а также членом комиссий: бюджетной, сельскохозяйственной, земельной и по переселенческому делу. С 1909 года был вольнослушателем юридического факультета Санкт-Петербургского университета.
В 1912 году переизбран в Государственную думу. Входил во фракцию прогрессистов и Прогрессивный блок до 31 октября 1916 года, с августа 1915 года был членом бюро фракции прогрессистов. Состоял товарищем председателя комиссии по исполнению государственной росписи доходов и расходов, а также членом комиссий: бюджетной, о народном здравии, финансовой, сельскохозяйственной, по местному самоуправлению и продовольственной.
С началом Первой мировой войны состоял уполномоченным 3-го отряда имени ГД, с 1915 года был представителем Государственной думы в Особом совещании для обсуждения и объединения мероприятий по продовольственному делу. Во время Февральской буржуазной революции находился в Саратове, 9 марта 1917 года прибыл в Петроград. 15 марта, по решению Временного комитета Государственной думы, назначен уполномоченным Распорядительного комитета по водным перевозкам по заведованию Нижне-Волжским и Камским районами. В апреле 1917 года был командирован в качестве комиссара ВКГД для обследования вопросов, связанных с открытием навигации.
Судьба после 1917 года неизвестна.